# Hankinson (Dakota del Norte)
Hankinson es una ciudad ubicada en el condado de Richland en el estado estadounidense de Dakota del Norte. En el censo de 2010 tenía una población de 919 habitantes y una densidad poblacional de 222,74 personas por km².

## Geografía
Hankinson se encuentra ubicada en las coordenadas 46°4′18″N 96°53′31″O / 46.07167, -96.89194. Según la Oficina del Censo de los Estados Unidos, Hankinson tiene una superficie total de 4.13 km², de la cual 4.13 km² corresponden a tierra firme y (0%) 0 km² es agua.

## Demografía
Según el censo de 2010, había 919 personas residiendo en Hankinson. La densidad de población era de 222,74 hab./km². De los 919 habitantes, Hankinson estaba compuesto por el 93.8% blancos, el 0% eran afroamericanos, el 3.7% eran amerindios, el 0% eran asiáticos, el 0.11% eran isleños del Pacífico, el 0.54% eran de otras razas y el 1.85% pertenecían a dos o más razas. Del total de la población el 2.83% eran hispanos o latinos de cualquier raza.